# Da grande
Pour plus de détails, voir Fiche technique et Distribution.
Da grande est un film italien réalisé par Franco Amurri, sorti en 1987.

## Fiche technique
- Titre français : Da grande
- Réalisation : Franco Amurri
- Scénario : Franco Amurri et Stefano Sudriè
- Photographie : Luciano Tovoli
- Montage : Raimondo Crociani
- Musique : Pino Massara
- Pays d'origine : Italie
- Genre : comédie et fantastique
- Date de sortie : 1987

## Distribution
- Renato Pozzetto : Marco
- Joska Versari : Marco bambino
- Giulia Boschi : Francesca
- Ottavia Piccolo : Anna
- Alessandro Haber : Claudio
- Fiammetta Baralla : Propriétaire du magasin de jouets
- Ilary Blasi : la petite fille